# Дезіре Кравчик
Дезіре Кравчик — американська тенісистка, що спеціалізується в парній грі, чемпіонка Ролан-Гарросу в міксті. 
Зі сторони батька Кравчик польського походження, а з боку матері — філіппінського. 

## Історія виступів на турнірах Великого шолома

### Пари
| Турнір          | 2018 | 2019 | 2020 | Усп   | В–П |
| --------------- | ---- | ---- | ---- | ----- | --- |
| Australian Open | A    | 3к   | 2к   | 0 / 2 | 3–2 |
| French Open     | A    | 3к   |      | 0 / 1 | 2–1 |
| Wimbledon       | К1   | 2к   |      | 0 / 1 | 1–1 |
| US Open         | 2к   | 1к   |      | 0 / 2 | 1–2 |
| Ви–Пр           | 1–1  | 5–4  | 1–1  | 0 / 6 | 7–6 |

## Фінали турнірів WTA

### Пари: 23 (12 титулів, 11 поразок)
| Результат | В–П   | Дата     | Турнір                                        | Категорія     | Поверхня      | Партнерка           | Супротивниці                        | Рахунок               |
| --------- | ----- | -------- | --------------------------------------------- | ------------- | ------------- | ------------------- | ----------------------------------- | --------------------- |
| Поразка   | 0–1   | Кві 2018 | Monterrey Open, Мехіко                        | Міжнародний   | Хард          | Джуліана Олмос      | Наомі Броді Сара Соррібес Тормо     | 6–3, 4–6, [8–10]      |
| Перемога  | 1–1   | Лип 2018 | Ladies Championship Gstaad, Швейцарія         | Міжнародний   | Ґрунт         | Алекса Гуарачі      | Лара Арруабаррена Тімеа Бачинскі    | 4–6, 6–4, [10–6]      |
| Поразка   | 1–2   | Бер 2019 | Abierto Mexicano Telcel, Акапулько            | Міжнародний   | Хард          | Джуліана Олмос      | Вікторія Азаренко Чжен Сайсай       | 1–6, 2–6              |
| Перемога  | 2–2   | Чер 2019 | Nottingham Open, Велика Британія              | Міжнародний   | Трава         | Джуліана Олмос      | Еллен Перес Аріна Родіонова         | 7–6(7–5), 7–5         |
| Перемога  | 3–2   | Лют 2020 | Abierto Mexicano Telcel, Акапулько            | Міжнародний   | Хард          | Джуліана Олмос      | Катерина Бондаренко Шерон Фічман    | 6–3, 7–6(7–5)         |
| Перемога  | 4–2   | Вер 2020 | Istanbul Cup, Туреччина                       | International | Ґрунт         | Алекса Гуарачі      | Еллен Перес Сторм Гантер            | 6–1, 6–3              |
| Поразка   | 4–3   | Жов 2020 | Відкритий чемпіонат Франції з тенісу, Франція | Grand Slam    | Ґрунт         | Алекса Гуарачі      | Тімеа Бабош Крістіна Младенович     | 4–6, 5–7              |
| Перемога  | 5–3   | Лют 2021 | Adelaide International, Австралія             | WTA 500       | Тверде        | Алекса Гуарачі      | Гейлі Картер Луїза Стефані          | 6–7(4), 6–4, [10–3]   |
| Поразка   | 5–4   | Бер 2021 | Abierto Zapopan, Мексика                      | WTA 250       | Тверде        | Джуліана Ольмос     | Еллен Перес Астра Шарма             | 4–6, 4–6              |
| Поразка   | 5–5   | Кві 2021 | Porsche Tennis Grand Prix, Німеччина          | WTA 500       | Ґрунт (i)     | Бетані Маттек-Сендс | Ешлі Барті Дженніфер Брейді         | 4–6, 7–5, [5–10]      |
| Перемога  | 6–5   | Тра 2021 | Internationaux de Strasbourg, Франція         | WTA 250       | Ґрунт         | Алекса Гуарачі      | Макото Ніномія Ян Чжаосюань         | 6–2, 6–3              |
| Перемога  | 7–5   | Кві 2022 | Stuttgart Grand Prix, Німеччина               | WTA 500       | Ґрунт (i)     | Демі Схюрс          | Корі Гофф Чжан Шуай                 | 6–3, 6–4              |
| Поразка   | 7–6   | Тра 2022 | Мастерс Мадрид, Іспанія                       | WTA 1000      | Ґрунт         | Демі Схюрс          | Габріела Дабровскі Джуліана Ольмос  | 6–7(1), 7–5, [7–10]   |
| Перемога  | 8–6   | 2023     | Charleston Open, США                          | WTA 500       | Ґрунт (green) | Даніель Коллінз     | Джуліана Ольмос Ена Сібахара        | 0–6, 6–4, [14–12]     |
| Перемога  | 9–6   | Кві 2023 | Stuttgart Grand Prix, Німеччина (2)           | WTA 500       | Ґрунт (i)     | Демі Схюрс          | Ніколь Меліхар Джуліана Ольмос      | 6–4, 6–1              |
| Поразка   | 9–7   | Тра 2023 | Internationaux de Strasbourg, Франція         | WTA 250       | Ґрунт         | Джуліана Ольмос     | Сюй Їфань Ян Чжаосюань              | 3–6, 2–6              |
| Перемога  | 10–7  | Чер 2023 | Eastbourne International, Велика Британія     | WTA 500       | Трава         | Демі Схюрс          | Ніколь Меліхар-Martinez Еллен Перес | 6–2, 6–4              |
| Поразка   | 10–8  | Сер 2023 | Мастерс Канада, Канада                        | WTA 1000      | Тверде        | Демі Схюрс          | Сюко Аояма Ена Сібахара             | 4–6, 6–4, [11–13]     |
| Поразка   | 10–9  | Лют 2024 | Qatar Ladies Open, Катар                      | WTA 1000      | Тверде        | Керолайн Долегайд   | Демі Схюрс Луїза Стефані            | 4–6, 2–6              |
| Поразка   | 10–10 | Бер 2024 | San Diego Open, США                           | WTA 500       | Тверде        | Джессіка Пегула     | Ніколь Меліхар-Martinez Еллен Перес | 1–6, 2–6              |
| Перемога  | 11–10 | Сер 2024 | Мастерс Канада, Канада                        | WTA 1000      | Тверде        | Керолайн Долегайд   | Габріела Дабровскі Ерін Рутліфф     | 7–6(7–2), 3–6, [10–7] |
| Перемога  | 12–10 | Лют 2025 | Singapore Open, Сінгапур                      | WTA 250       | Тверде        | Джуліана Ольмос     | Ван Сіньюй Чжен Сайсай              | 7–5, 6–0              |
| Поразка   | 12–11 | Бер 2025 | Credit One Charleston Open                    | WTA 500       | Ґрунт (green) | Керолайн Долегайд   | Олена Остапенко Ерін Рутліфф        | 6–4, 6–2              |

## Фінали турнірів серії WTA 125

### Пари: 1 фінал
| Результат | В–П | Дата     | Турнір                     | Поверхня | Партнерка      | Супротивниці                 | Score            |
| --------- | --- | -------- | -------------------------- | -------- | -------------- | ---------------------------- | ---------------- |
| Рахунок   | 0–1 | Лис 2018 | WTA Houston, United States | Хард     | Джуліана Олмос | Меган Манасс Джессіка Пегула | 6–1, 4–6, [8–10] |

## Зовнішні посилання
- Досьє на сайті Жіночої тенісної асоціації  [Архівовано 7 серпня 2020 у Wayback Machine.]

1. ↑  Player Profile // WTA website